# Dolciniani
I Dolciniani erano i componenti di un movimento religioso cristiano del basso Medioevo, seguaci di Fra Dolcino di Novara e degli Apostolici.  Si ispiravano all'ideale francescano ed erano influenzati dal Gioachimismo, ma furono considerati eretici dalla Chiesa cattolica. Il loro nome derivava da Fra Dolcino (ca. 1250–1307), che venne condannato al rogo come eretico da Papa Clemente V.

## Storia

### Origini
Il movimento ebbe origine intorno al 1300 quando Gherardo Segarelli, fondatore degli Apostolici, che si ispiravano alla povertà, all'itineranza, alla penitenza, al rifiuto per il proprio gruppo di un'organizzazione stabile gerarchicamente ordinata, venne arso vivo a Parma nel corso di una brutale repressione degli Apostolici e i suoi seguaci fuggirono per salvare le loro vite. Fra Dolcino aveva aderito al movimento degli Apostolici tra il 1288 e il 1292, e divenne poi il loro capo. Pubblicò la prima delle sue lettere che spiegavano le sue idee relative alle epoche della storia, in base alle teorie di Gioacchino da Fiore.

### Riunificazione con gli Apostolici
Fra Dolcino, agli inizi del 1303, riunì il movimento degli Apostolici nei pressi del Lago di Garda. Lì incontrò Margherita Boninsegna (Margherita da Trento, sua amante o sorella spirituale), e scrisse la seconda lettera agli Apostolici. Agli inizi del 1304, tre dolciniani vennero arsi vivi dall'Inquisizione, convincendo così Dolcino a portare la comunità ad ovest della Valsesia, vicino alla natia Novara.  Alla fine del 1304, braccati dall'esercito cattolico, solo 1400 suoi seguaci erano sopravvissuti sul monte Parete Calva, nel fortificato Piano dei Gazzari. 

### Fine
Margherita e Dolcino vennero catturati, orribilmente torturati vennero messi al rogo, lei a Biella, lui a Vercelli.

## Teorie
I concetti principali dei Dolciniani erano:
- L'eliminazione della gerarchia ecclesiastica, e il ritorno della Chiesa ai suoi ideali originali dell'umiltà e della povertà;
- L'eliminazione del feudalesimo;
- La liberazione umana da qualsiasi limitazione e dal potere radicato;
- La creazione di una nuova società egualitaria basata sull'aiuto e il rispetto reciproco, con le proprietà in comune e nel rispetto della parità di genere.

Fra Dolcino si era ispirato alle teorie millenariste di Gioacchino da Fiore. Egli vedeva la storia dell'umanità come divisa in 4 epoche:
- Periodo del Vecchio Testamento;
- Periodo di Gesù Cristo e dei Dodici Apostoli, caratterizzato da castità e povertà;
- Periodo dell'imperatore Costantino e di Papa Silvestro I, caratterizzato dal declino della Chiesa causato dall'ambizione e dall'eccessiva ricchezza;
- Periodo degli Apostolici, guidati da Segalelli e Dolcino, caratterizzato da povertà, castità e assenza di governo.

Nella sua prima lettera, Dolcino diede la sua interpretazione dei sette angeli e delle sette chiese dell'Apocalisse di Giovanni:
- L'Angelo di Efeso era San Benedetto, e la sua chiesa era l'ordine monastico;
- L'Angelo di Pergamo era papa Silvestro I, e la sua chiesa era l'ordine clericale;
- L'Angelo di Sardi era  San Francesco, e la sua chiesa erano i  Frati Minori;
- L'Angelo di Laodicea era San Domenico, e la sua chiesa erano i  Frati Predicatori;
- L'Angelo di Smirne era Gerardo di Parma, e la sua chiesa era quella dei Fratelli Apostolici;
- L'Angelo di Tiatiri era Fra Dolcino, e la sua chiesa era il movimento dei Dolciniani;
- L'Angelo di Filadelfia sarebbe il nuovo papa santo, e le ultime tre chiese sarebbero state la nuova chiesa di questi nuovi giorni.

Dopo la morte di Bonifacio VIII, Dolcino enunciò un programma di 4 papi:
- Celestino V
- Bonifacio VIII: la rovina sarebbe caduta su di lui e sul re del sud
- Il successore di Bonifacio: la rovina sarebbe caduta su di lui e sui cardinali
- Il nuovo santo papa.

Così, l'avvento del "nuovo santo papa" venne rinviato al secondo papa dopo la morte di Bonifacio VIII. Dolcino non si propose mai come il nuovo Papa nelle sue lettere, anche se questa fu una delle accuse mossegli dalla Inquisizione.
Il grido di battaglia pœnitentiam ágite (fate penitenza) è stato attribuito a loro ne Il nome della rosa, un romanzo di Umberto Eco.